# Challenger de Guadalajara 2012
El torneo Jalisco Open 2012 fue un torneo profesional de tenis. Perteneció al ATP Challenger Series 2012. Se disputó su 2ª edición sobre superficie dura, en Rimouski, Canadá entre el 12 y el 18 de marzo de 2012.

## Jugadores participantes del cuadro de individuales

### Cabezas de serie
| País                 | Jugador                | Rank1 | Favorito |
| -------------------- | ---------------------- | ----- | -------- |
| Bandera de Francia   | Édouard Roger-Vasselin | 87    | 1        |
| Bandera de Alemania  | Matthias Bachinger     | 94    | 2        |
| Bandera de Italia    | Paolo Lorenzi          | 97    | 3        |
| Bandera de Canadá    | Vasek Pospisil         | 114   | 4        |
| Bandera de Sudáfrica | Rik De Voest           | 119   | 5        |
| Bandera de Brasil    | Ricardo Mello          | 121   | 6        |
| Bandera de Estonia   | Jürgen Zopp            | 123   | 7        |
| Bandera de Sudáfrica | Izak van der Merwe     | 132   | 8        |

- 1 Corresponde al ranking del día 5 de marzo de 2012.

### Otros participantes
Los siguientes jugadores recibieron una invitación (wild card), por lo tanto ingresan directamente al cuadro principal:
- Daniel Garza
- Robby Ginepri
- César Ramírez
- Bruno Rodríguez

Los siguientes jugadores ingresan al cuadro principal tras disputar el cuadro clasificatorio:
- Roman Borvanov
- Érik Chvojka
- Robert Farah
- Miguel Ángel Reyes-Varela

## Campeones

### Individual Masculino
Challenger de Guadalajara 2012 (individual masculino)
- Thiago Alves derrotó en la final a  Paolo Lorenzi, 6–3, 7–64

### Dobles
Challenger de Guadalajara 2012 (dobles masculino)
- James Cerretani /  Adil Shamasdin derrotaron en la final a  Tomasz Bednarek /  Olivier Charroin, 7–65, 6–1